# زاد العباد (كتاب)
زاد العباد كتاب عن العقيدة الإسلامية يحوي على نصوص من القرآن والسنة وما يقارب الالف دليل منهما مشروحة بطريق ميسرة وسهلة ليكون دليل لكل مسلم على شرائع الدين قام بإعداده ونشره مؤسسة الدرر السنية وأشرف عليه علوي السقاف المشرف العام للمؤسسسة.

## موضوع الكتاب
يحوي الكتاب زاد العباد حسب رؤية العاملين والمشرف على تأليفه الزاد الذي يتزود به العباد في حياتهم الدنيوية والأخروية. والكتاب يحوي على شذرات من الكتاب والسنة وجملة من المعارف في امور الدين اللتي يجب على المسلم ان لا يكون جاهلا بها

## تقسيمات الكتاب
لقد رسم منهج العمل في الكتاب حسب مابينته المؤسسة الناشرة على موقعها على النحو الآتي:
1. يتألف الكتاب من سبعة أقسام رئيسية وهي: العقائِدُ - الأحكامُ - الأخلاقُ - الرَّقائقُ - الآدابُ - الأذْكارُ - الأدْعيَةُ.
2. يشتمل كل قسم من اقسام الكتاب على عدة عناوين رئيسية تحتها عناوين فرعية تتضمن الأدلة المناسبة للموضوع من آيات القرآن أو  الأحاديث الصحيحة اللتي تحقق المقصود.
3. تفسير الآيات المصدر بها تفسيرا إجماليا، مع ذكر بعض الفوائد واللطائف بحسب ما تدعو إليه الحاجة.
4. شرح الأحاديث شرحا موجزا واضحا، وتوضيح غريب ألفاظها، وبيان بعض فوائدها، وحل إشكالاتها إن وجدت، مع الاقتصار على موضع الشاهد أحيانا.
5. الاهتمام بتقرير العقيدة الصحيحة، وتجنب ما يخالفها مما قد يقع في كلام بعض المفسرين وشراح الأحاديث.
6. ترك التعرض للخلافات الفقهية.
7. الاعتماد على أمهات كتب تفسير القرآن الكريم، وأبرز كتب السنة، وشروح الأحاديث وغريبها، وغير ذلك مما يحتاج إليه، دون عزو إليها؛ خشية الإطالة.
8. العناية بالتدقيق اللغوي والإملائي، وضبط ما يحتاج إليه بالشكل.
9. تخريج الأحاديث المذكورة في الكتاب، سواء كانت في المتن أو الشرح، مع الاكتفاء بالعزو إلى الصحيحين أو أحدهما، وما لم يوجد فيهما من أحاديث يخرج على أهم مصادر السنة، مع ذكر أبرز من صححها من المحدثين.
10. عمل فهارس للمراجع المعتمد عليها، والأحاديث، وموضوعات الكتاب.

## قالوا عن الكتاب
- الشيخ الدكتور/ سعد بن تركي الخثلان: اطلعت على هذا الكتاب، فوجدته كتابا قيما مفيدا فيما لا يسع المسلم جهله.. وقد عرض بأسلوب مبسط مناسب لجميع طبقات المجتمع، مع الاعتدال في الطرح، والعناية بذكر الأدلة.

- الشيخ الدكتور/ سليمان بن عبد الله الماجد: اطلعت على هذا الكتاب "زاد العباد"، فوجدته كتابا حوى علوما نافعة مما يحتاجه المسلم، حيث يحقق به الكثير من المعرفة الواجبة لمن يجهلها، والتذكرة المتحتمة لمن غفل عنها. وقد صيغ بأسهل تحرير، وأجود تقرير، وأخصر تعبير؛ فكان بحق زادا للعباد، ومعينا على النجاة يوم المعاد.

## وصلات خارجية
- مؤسسة الدرر السنية